# Joseph Médard Carrière
Pour les articles homonymes, voir Carrière.
Joseph Médard Carrière, ou Joseph-Médard Carrière, né le 8 février 1902 à Plantagenet (Ontario), Canada et mort à Charlottesville (Virginie, États-Unis) le 1er décembre 1970, est un érudit, chercheur et enseignant franco-ontarien. Il est un pionnier de la recherche en folklore de l’Amérique française.
L’Académie française lui décerne le prix de la langue-française en 1939 pour Folklore français du Missouri ainsi qu'en 1948.

## Biographie
Joseph Médard Carrière étudie au Collège Saint-Alexandre de Limbour (1914-1919), au Séminaire de Montréal (1919-1920) et au Collège de Saint-Boniface (1920-1922). Il effectue des études supérieures aux États-Unis et il obtient une maîtrise de l'Université Marquette en 1925, une maîtrise de l'Université Harvard 1926 et un doctorat de cette même institution en 1932. 
Après ses études, il occupe le poste de professeur de français à l’Université Northwestern de Chicago. Il devient ensuite professeur au Département de langues romanes de l’Université de Virginie de 1942 à 1970.
Il est un spécialiste des traditions populaires depuis l'époque de la Nouvelle-France et du folklore canadiens-français. Il effectue de nombreuses recherches chez les francophones du Missouri, de l'Illinois et de l’Indiana, notant et enregistrant la langue et le folklore de ces anciens peuplements francophones dispersés.
Entre 1938 et 1940, avec le soutien du député Paul Joseph James Martin, il recueille oralement les contes traditionnels franco-canadiens de la voix même du conteur Joseph Groulx. Il transcrit phonétiquement les propos de Joseph Groulx, conservant ainsi le parler des Canadiens-français du XIXe siècle. Son travail est archivé dans le fonds universitaire consacré au folklore canadien et à la tradition populaire franco-canadienne de l'Université Laval au Québec. Les contes de Joseph Groulx ont été repris et édités par deux chercheurs Deschênes et Bénéteau à partir des travaux de Joseph Médard Carrière, et qu'ils publient en 2005 sous le titre Contes du Détroit.
Pendant sa carrière, il reçoit de nombreuses distinctions, notamment un doctorat honoris causa de l'Université Laval en 1947. Il est nommé Chevalier de la Légion d'honneur par la France en 1950.
Les travaux universitaires de Joseph-Médard Carrière sont conservés aux archives de l'Université Laval au Québec.

## Publications
- D'Annunzio Abroad. A Bibliographical Essay (1935, en collaboration avec Joseph Guerin Fucilla)
- Tales from the French Folklore of Missouri (1937)
- Italian Criticism of Russian Literature (1938)
- Transition to Reading and Writing French (1939)

En outre, Joseph Médard Carrière a collaboré à plusieurs périodiques et revues savantes, entre autres Modern Language Notes, Modern Language Journal, Revue d'histoire littéraire de la France, Romanic Review, et French Review.

### Archives
- Le fonds Joseph Médard Carrière conservé par le Centre de recherche en civilisation canadienne-française
- Centre d'études acadiennes Anselme-Chiasson
- Le fonds Joseph Médard Carrière conservé par les Archives de folklore et d'ethnologie de l'Université Laval